# Старая Ведерня
Старая Ведерня — деревня в Калининском районе Тверской области России. Входит в состав Эммаусского сельского поселения.

## География
Расположена в 24 км к востоку от Твери между рекой Волгой (2 км) и автодорогой «Москва — Санкт-Петербург» (деревня Голениха в 1,8 км).

## История
В Великую Отечественную войну, в 1941 году деревня была уничтожена пожаром, уцелели лишь 3 или 4 дома. Деревня стоит в поле, многие дома привезены из других деревень.

## Население
| 2008 | 2010 |
| ---- | ---- |
| 24   | ↘22  |

В 1750 году в Ведерне (вотчина Святотроицкой Сергиевой лавры) насчитывалось 27 дворов.
В 1996 году в Старой Ведерне было 13 хозяйств, 20 жителей.